# Riksväg

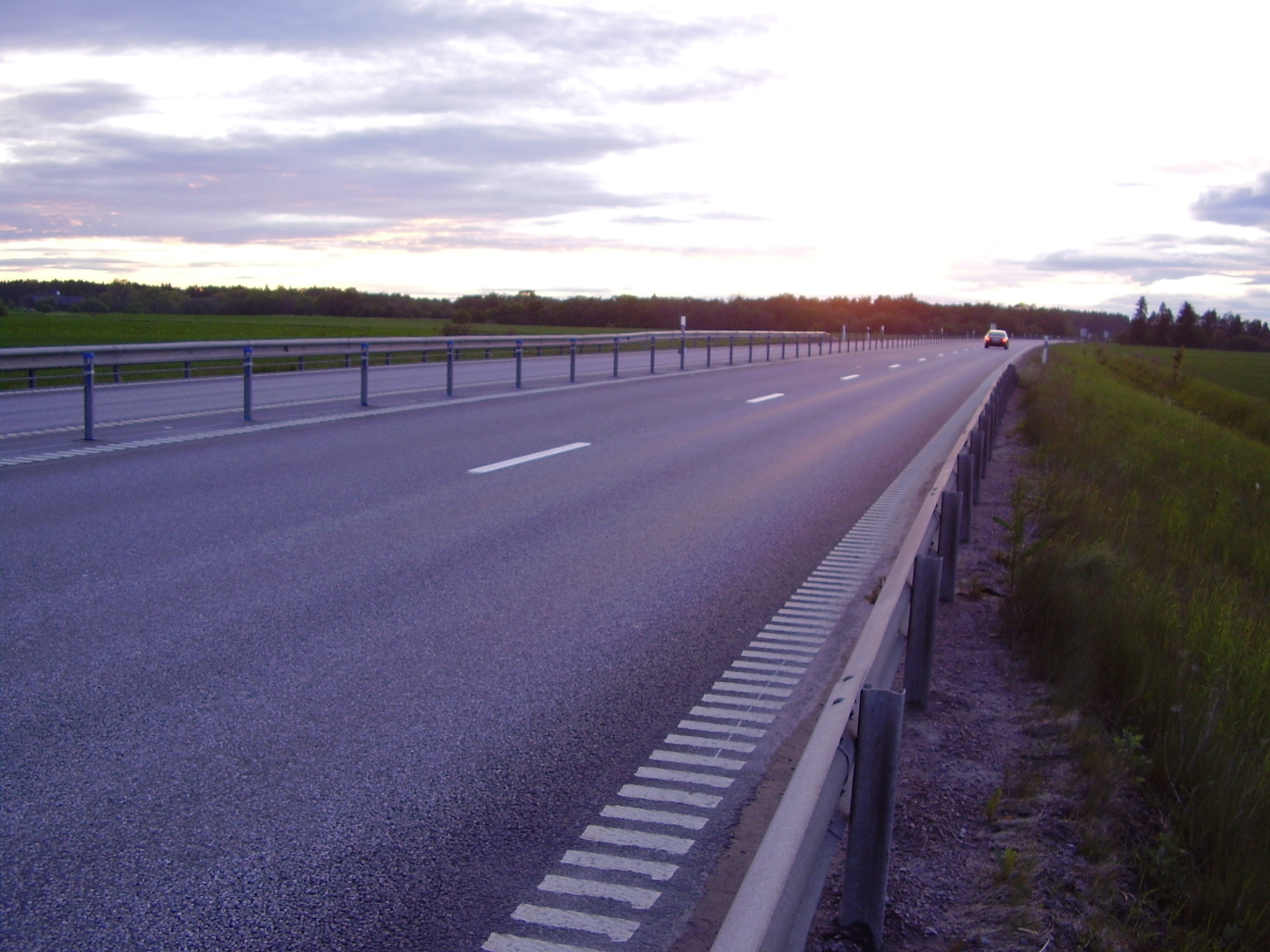
Driestrooks riksväg 34 bij Linköping

Een riksväg (rijksweg) is een genummerde hoofdweg in Zweden en is samen met de Europese wegen de belangrijkste verbindingswegen van het land. Een riksväg is genummerd met de cijfers 1 t/m 99: hoe noordelijker men komt, hoe hoger het nummer. De wegen worden beheerd door de Zweedse staat en zijn over het algemeen in goede staat. Riksväger kunnen elke wegvorm aannemen van autosnelweg tot tweestrooks hoofdweg.
In heel Zweden ligt er in totaal 8769 kilometer aan riksväger, ze staan in de winter op de eerste plaats bij het bestrijden van gladheid en sneeuw. De wegen worden altijd bewegwijzerd door een blauw schildje met een witte rand en witte cijfers. Veel wegen zijn de laatste jaren omgenummerd naar E-nummers, deze hebben nu een aparte status en worden bewegwijzerd met de E-routenetwerk schildjes.
Er zijn een aantal stukken riksväger uitgebouwd als autosnelweg, zoals de 44 tussen Uddevalla en Trollhättan. Er zijn ook een aantal wegen uitgebouwd als 2+1-weg (voormalige driestrookswegen); deze komen erg veel voor in Zweden.

## Fotogalerij

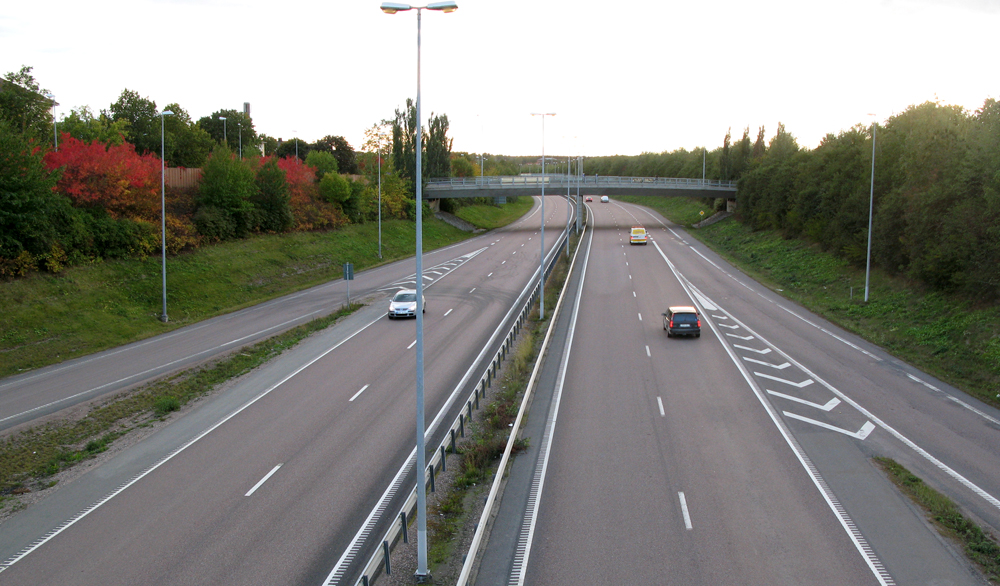
Riksväg 55 bij Uppsala
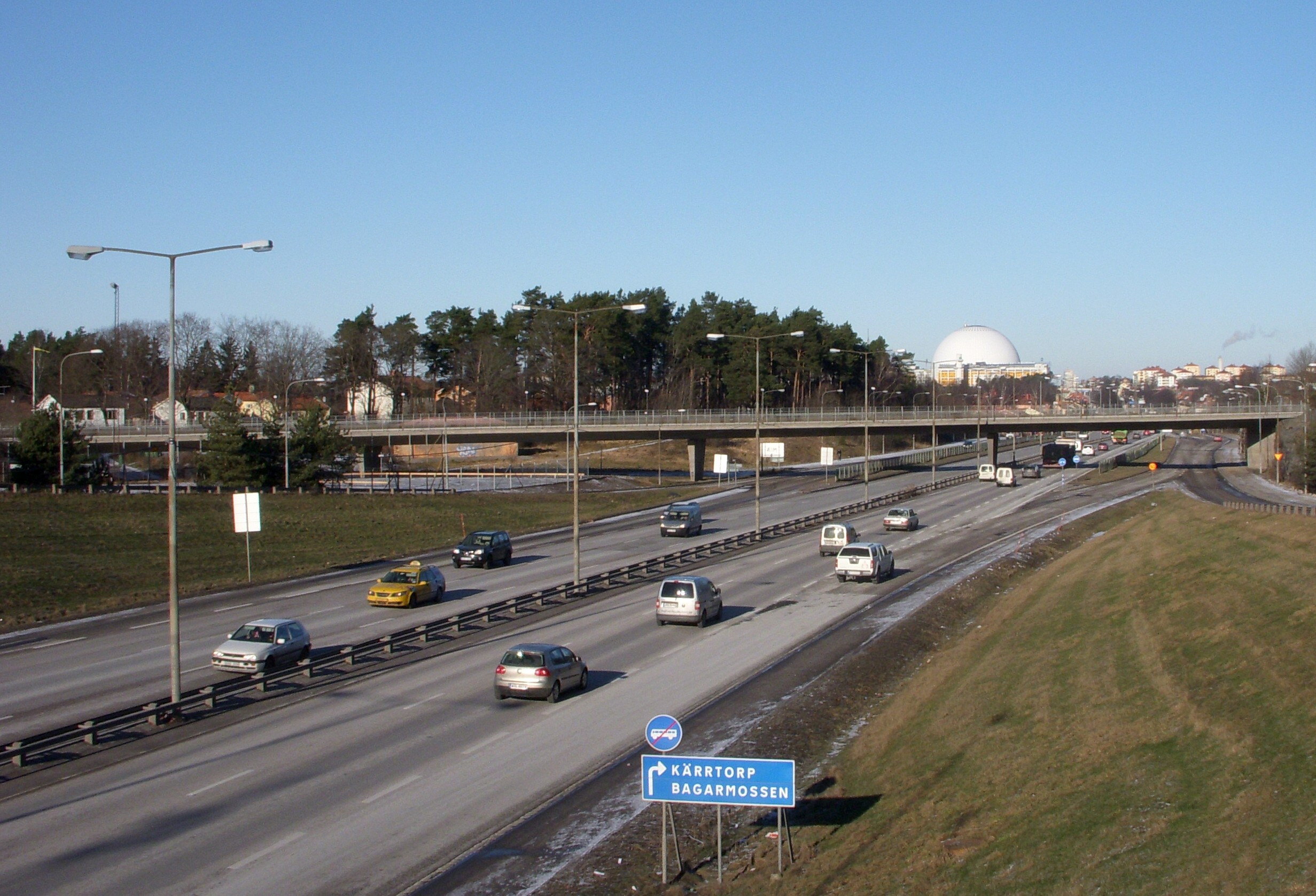
Riksväg 73 bij Kärrtorp
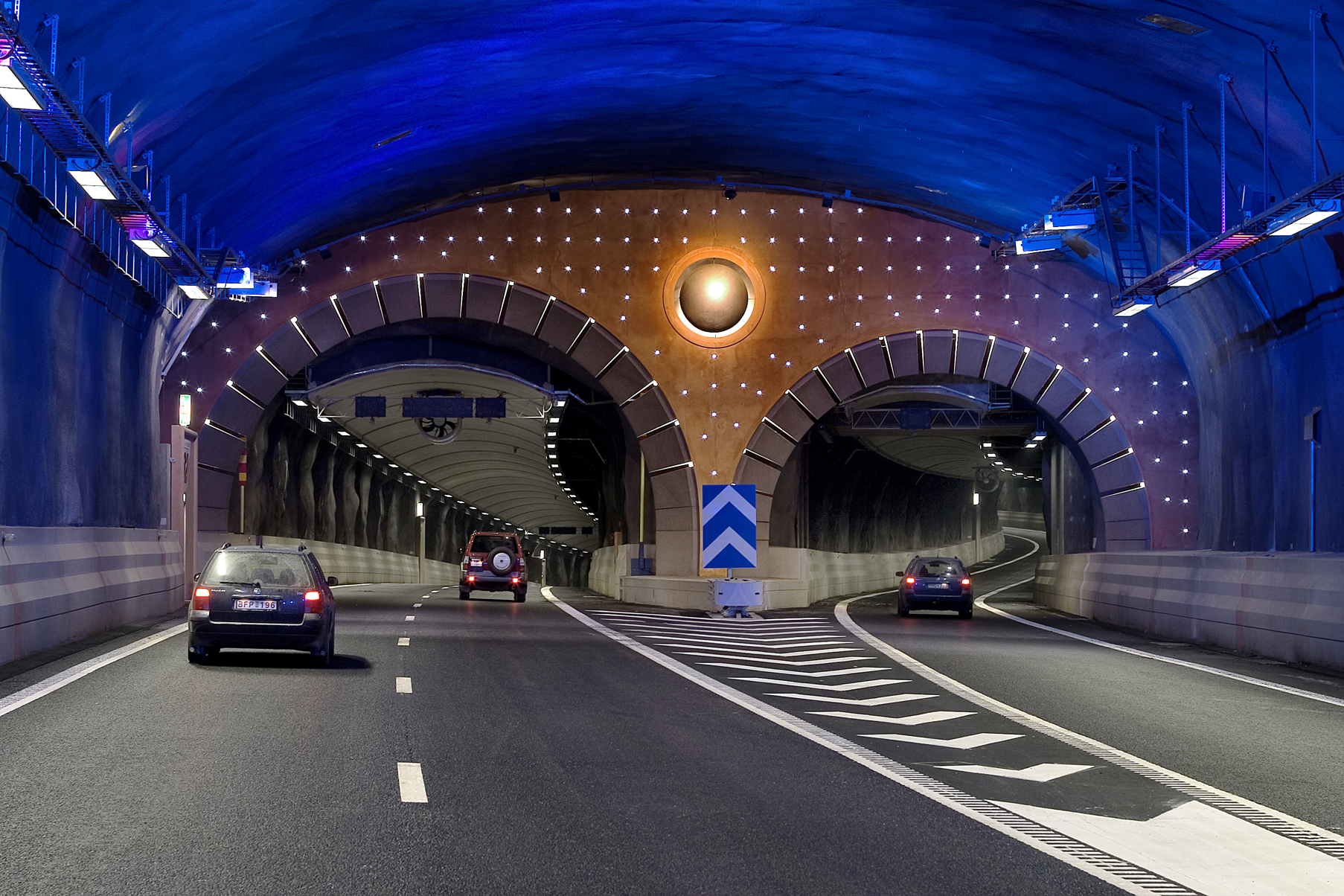
Riksväg 75 in Stockholm
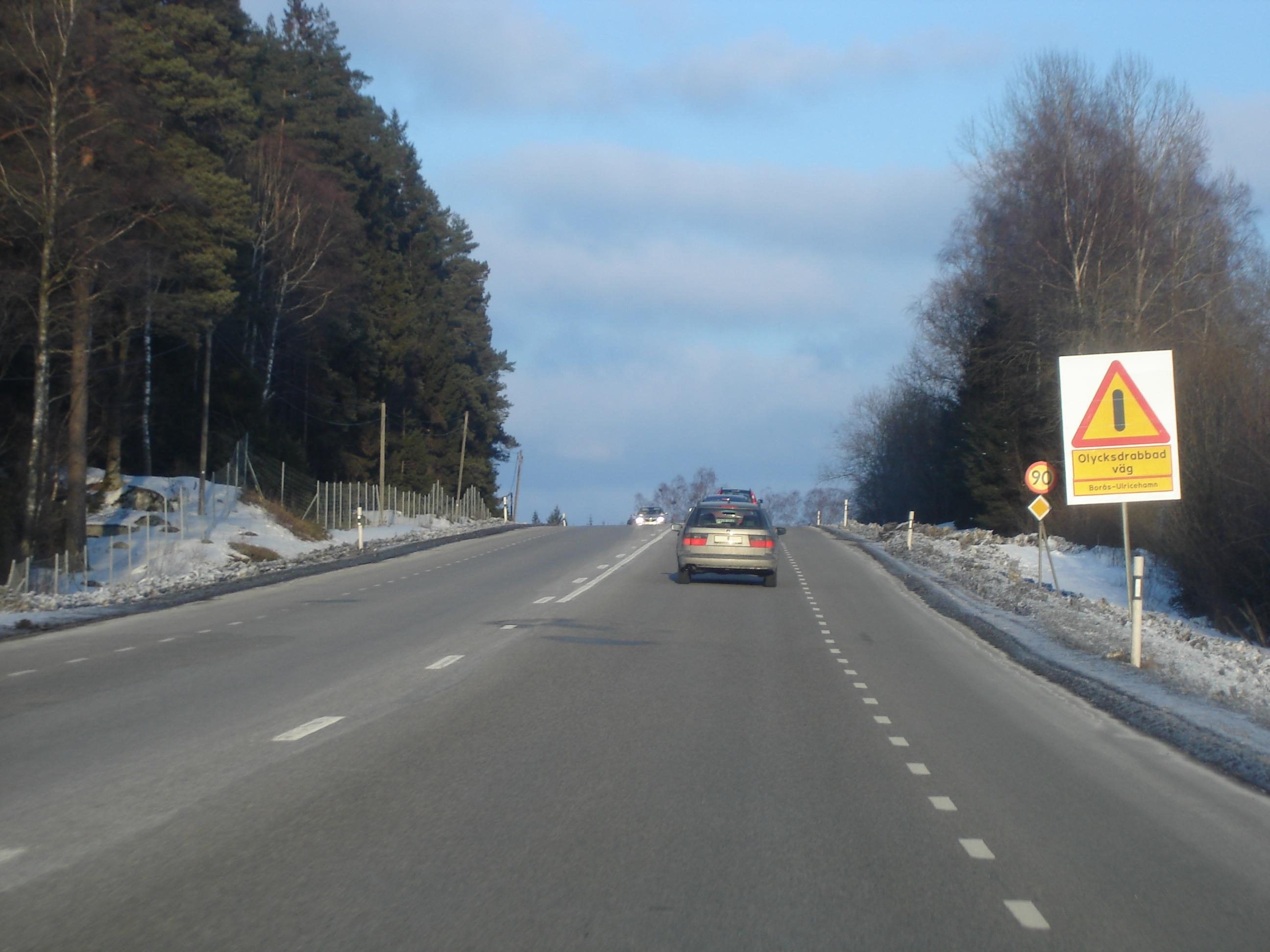
Riksväg 40 tussen Boras en Ulricehamn